# Tobias Risan Nakken
Tobias Risan Nakken (født 3. september 2004 i Molde) er en cykelrytter fra Norge, der senest kørte for Trinity Racing.

## Karriere
Risan Nakken dyrkede i ungdomsårene langrend hos Molde og Omegn IF og landevejscykling hos 
Molde Cykleklubb. I 2021 skiftede han cykelklub til Ringerike Sykkelklubb. Vinteren 2021-22 var første gang hvor han ikke trænede langrend, men udelukkende fokuserede på cyklingen. Det var samtidig med at han siden august 2020 havde gået på Norges Toppidrettsgymnas’ skole i Bærum (NTK Bærum).
Den 19. juni 2022 blev han norsk juniormester i linjeløb. Senere på året vandt han etaper ved Watersley Junior Challenge og Randers Bike Week. I december 2022 skrev han kontrakt med det engelske kontinentalhold Trinity Racing. Aftalen var gældende fra starten af 2023-sæsonen. Efter 2024-sæsonen forlod han det britiske hold. 